# República Ambrosiana
La República Ambrosiana Dorada (Aurea en latín y en italiano; Aurea Republega Ambrosiana en lombardo) fue un efímero gobierno de corta duración fundado en Milán por un grupo de nobles y de juristas de la Universidad de Pavía con apoyo popular, durante la primera fase de la Guerra de sucesión de Milán.
Tras la inesperada muerte de Filippo Maria Visconti (13 de agosto de 1447), duque de Milán sin un heredero masculino, un grupo de ciudadanos milaneses —liderados por Innocenzo Cotta, Antonio Trivulzio, Teodoro Bossi, Giorgio Lampugnani y Giovanni da Ossona— aprovechándose de la confusión sucesoria ante los muchos pretendientes, proclamaron la República al día siguiente, el 14 de agosto.
El poder lo ostentaba un grupo de 24 capitanes y defensores de la libertad, pronto reducido a 12, y 150 representantes escogidos de entre las distintas asambleas populares. Según Patrick Boucheron, «los conjurados, sin embargo, no pretenden instaurar un nuevo régimen, sino volver a la libertad comunal antigua —lo que reclama el pueblo que ha invadido el palacio ducal». El programa de gobierno que se puso en marcha fue ambicioso, con una reforma fiscal, la creación de un studium y de un hospital general, además de una serie de medidas para evitar la personalización del poder político. Sin embargo la unidad en el seno del consejo que gobernaba la República no duró mucho y ya en octubre de 1448 los desacuerdos eran evidentes entre los gibelinos y güelfos. En febrero de 1449 se abrió un verdadero periodo de terror llevado a cabo por unos gobernantes cada vez más radicalizados. En el curso del mismo más de 200 ciudadanos fueron ejecutados.
Ayudados militarmente por Francesco Sforza, yerno del fallecido duque, lograron resistir primero contra las fuerzas de la República de Venecia, pero después de una traición, Sforza los abandonó y acabó al servicio de los venecianos. De nuevo sintiéndose una vez más traicionado por estos, acabó  por capturar  en 1450 Milán para sí mismo y convertirse él mismo en duque, aboliendo la República.
El calificativo de «Ambrosiana» no fue aplicado en la época sino varios siglos después, en el Risorgimento. Sin embargo, desde sus inicios los partidarios de la República se refugiaron tras el santo obispo milanés, evocando el «tiempo de San Ambrosio [su] protector». Como ha señalado Patrick Boucheron, «al lado de referencias a Cicerón o a Tito Livio, o incluso al modelo veneciano, es la memoria del obispo la que forma la base de unidad de la República ambrosiana».

## Historia

### Fundación
Cuando Filippo Maria Visconti, duque de Milán, murió el 13 de agosto de 1447, la ciudad se sumió en la confusión por su muerte inesperada y la velocidad con la que actuaron los reclamantes a su título. Filippo Maria no tenía heredero por linaje masculino, pero el día antes de su muerte había escrito un testamento legando el ducado a Alfonso V de Aragón. Entre los otros demandantes estaban:
- Carlos, duque de Orleans, sobrinasto a través de su madre Valentina Visconti, hermanastra de  Filippo Maria;[2]
- los primos de Filippo, Alberto y Segismundo, de la Casa de Habsburgo, bisnietos de Bernabò Visconti;
- Luis de Saboya, hermano de María de Saboya, la mujer de Filippo Maria y duquesa viuda;
- y Federico III, emperador, quien declaró que el ducado volvía al Sacro Imperio Romano Germánico tras la extinción de sus herederos varones.[Ady 2]

Los dos candidatos más destacados apoyados por la población milanesa fueron sin embargo Alfonso de Aragón y Francesco Sforza, yerno del duque fallecido por matrimonio con su hija ilegítima, Bianca Maria Visconti. La familia Bracceschi, partidaria del rey de Aragón, se apoderó del Castello la noche del día 13, casi antes de que muriera Filippo Maria, obligando a los capitanes a jurar fidelidad a Alfonso.
A pesar del apoyo general a Alfonso o a Sforza, otros ciudadanos influyentes creían que se podía restaurar la antigua república. Organismos eruditos, como el Colegio de Jurisprudencia de Pavía, habían pintaron los días de la antigua república como una edad de oro. Los comerciantes, viendo la prosperidad de la Venecia republicana, apoyaron esa idea. En la mañana del día 14, los republicanos incitaron a la población a levantarse contra los Bracceschi, bajo la dirección de Antonio Trivulzio, Giorgio Lampugnano, Innocenzo Cotta y Teodoro Bossi, miembros del Colegio de Jurisprudencia. Se declaró una república detrás del Palacio de la Comuna, y los capitanes abandonaron sus juramentos a Alfonso en favor de ella. Los Bracceschi fueron expulsados de Milán, y la nueva república se llamó República Ambrosiana Dorada, en honor a san Ambrosio, el obispo de Milán del siglo IV, que fue adoptado como patrón de la República. Tomaron la antigua constitución y la revisaron ese mismo día para adaptarla a sus necesidades, eligiendo a veinticuatro Capitani e difensori della libertà [Capitanes y defensores de la libertad], para redactar leyes, que serían elegidos regularmente; más adelante fueron reducidos a doce.

### Existencia temprana

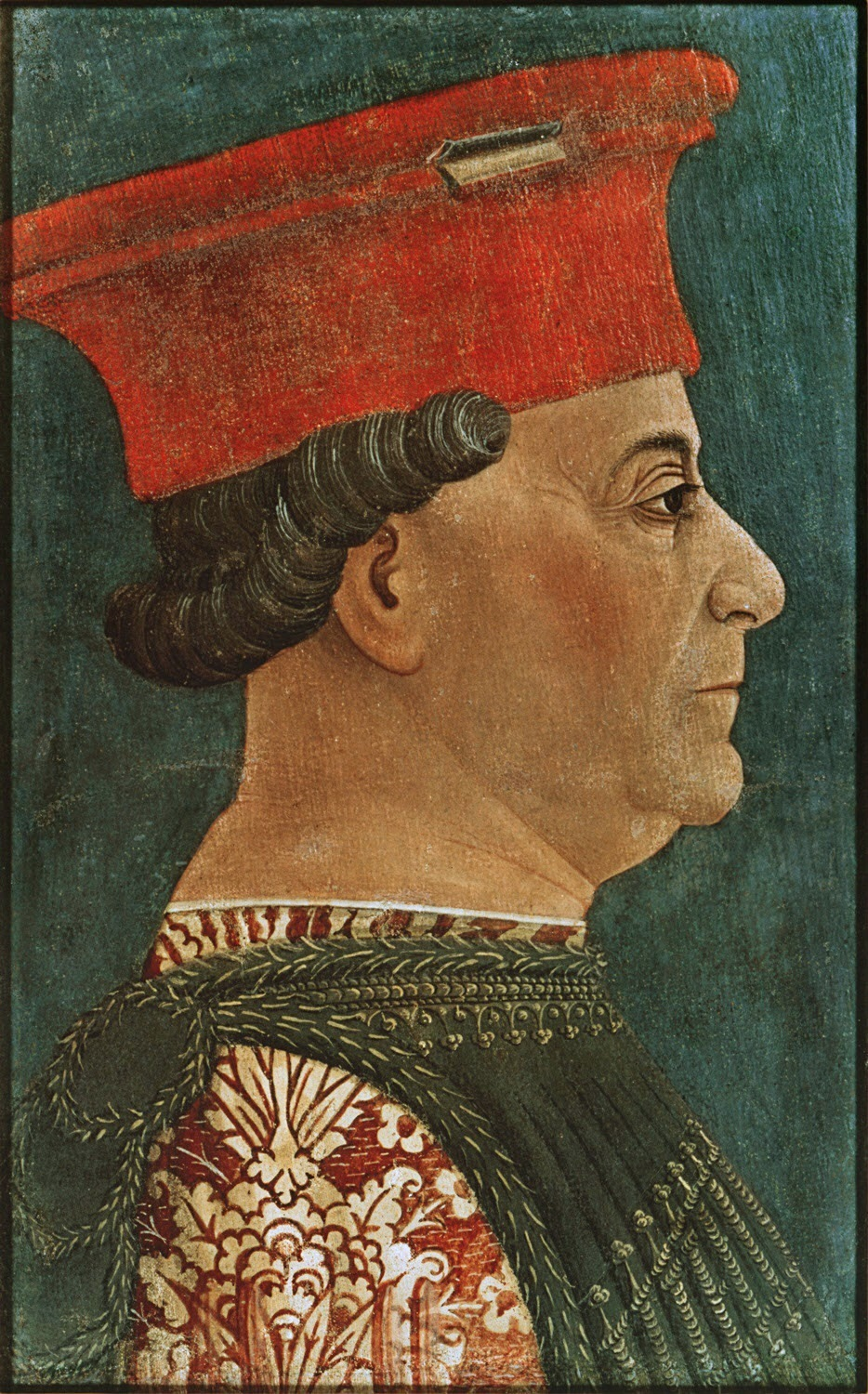
Francesco Sforza

La idea de una renovación radical de las libertades en las ciudades no convenía a los poderes del norte de Italia, que habían estado aliados contra las ganancias territoriales de los Visconti en una serie de guerras de décadas interrumpidas por treguas, la más reciente la Paz de Cremona del 20 de noviembre de 1441. Venecia ya estaba en guerra con Milán, y la República recibió un duro golpe cuando algunas ciudades anteriormente milanesas, como Pavía, Lodi y Piacenza, desertaron o declararon su independencia. Además de la pérdida de apoyo y lugares defensivos, la caída de los ingresos también provocó una breve crisis financiera resuelta por la imposición de nuevos impuestos. Venecia, que pasó a ocupar Lodi y Piacenza, se negó a escuchar las súplicas de paz de Milán. Milán recurrió a Francesco Sforza, el mayor líder militar de su época, ofreciéndole el cargo de capitán general y la ciudad de Brescia. Aunque deseaba, y de hecho planeaba, suceder a su suegro como duque, decidió aceptar el puesto y prometió recompensas. Se redactó un borrador en Milán el 13 de septiembre.
Sforza capturó rápidamente la Pavía independiente cuando su suegra persuadió al condotierro gobernante de la ciudad para que se la entregara, y la República le permitió a regañadientes mantenerla con el título de conde, temiendo que los paveses y su gran arsenal pudieran ofrecerse en su lugar  a Venecia si se negaban. Sforza prometió a los paveses que no habría nuevos impuestos, el respeto de las antiguas leyes, el pago de los funcionarios que mantuvo, y la reparación de los puentes y murallas de la ciudad. Cumplió esas promesas fielmente y así se ganó a la gente de Pavía, estableciendo su gobierno. Pavía había sido anteriormente casi una segunda capital después de Milán y le dio a Sforza su propia sede de poder. La ciudad también estaba en una ubicación estratégica a orillas del río Po, situada donde podría impedir que los venecianos llegaran por agua en socorro de la asediada Piacenza. Volviendo al sitio de Piacenza y encontrando que la ciudad no se rendiría por el hambre, resolvió asaltarla. Empleando cañones de una manera casi inaudita, abrió una brecha en las murallas de Piacenza y saqueó la ciudad. La noticia del saqueo de Piacenza fue recibida con tres días de regocijo en Milán. Mientras tanto, el capitán milanés  Bartolomeo Colleoni capturó Tortona, que previamente había proclamado a Sforza como su señor, robándoselo al ya peligrosamente poderoso Sforza. Esto provocó un regocijo aún mayor, pues los milaneses temían a Sforza.
En enero de 1448, terminaron los mandatos de los capitanes y defensores anteriores y, en las siguientes elecciones, los güelfos alcanzaron prominencia política. Al ser especialmente adversos a Sforza, iniciaron negociaciones de paz con Venecia, que, también amenazada por el creciente poder de Sforza, estaba dispuesta a llegar a un acuerdo, aunque dictado por ella misma. Dos de los gibelinos que ayudaron a fundar la República, Lampugnano y Bossi, incitaron a la población contra los güelfos en una manifestación masiva ante la Corte de Arengo. El Consejo de los Novecientos se vio obligado a abandonar sus planes de paz, y Sforza recibió el visto bueno para una próxima campaña para apoderarse del río Adda. Sin embargo, los planes de Sforza fueron rechazados por la República a favor de tácticas más tradicionales, a saber, asediar directamente la ciudad de Lodi. Mientras esto sucedía, la flota veneciana al mando de Andrea Quirini asaltó el puente de Cremona. Sin embargo, la esposa de Sforza, Bianca, estaba allí y lideró la defensa hasta que su esposo recuperó la ciudad. La flota veneciana se retiró y se atrincheró mientras esperaba la llegada del ejército veneciano. Sforza atrapó a la flota detrás de sus defensas y, con un uso poco ortodoxo de la artillería, destruyó por completo o capturó cada uno de los setenta barcos. Esta victoria se celebró en Milán, pero los líderes de la República aún temían a Sforza y lo enviaron a ocuparse de la región de Ghiarad'adda, mientras Lodi y Caravaggio fueron sitiadas, con la esperanza de que su caída pusiera fin a la guerra.
Finalmente, tanto las fuerzas milanesas de Sforza como el ejército veneciano al mando de Micheletto Attendolo se encontraron en Caravaggio. El asedio se mantuvo ininterrumpido durante todo julio y hasta el 15 de septiembre, cuando Attendolo lanzó un ataque sorpresa contra Sforza, tan rápido que ni siquiera tuvo tiempo de abrocharse la armadura. Lo que podría haber sido una derrota de Sforza, se convirtió en una gran victoria cuando él mismo dio el ejemplo a sus tropas en el frente y derrotó por completo al ejército veneciano, capturando a tres generales.  Caravaggio cayó y, a pesar del regocijo en Milán, el gobierno le dio poca gratitud al arquitecto de la victoria, y la República lo envió a Lodi, decidida a poner fin a la guerra. Fue aquí, cuando parecía inminente un final satisfactorio de la guerra, cuando los milaneses dieron un paso en falso fatal.

### La deserción de Sforza y la disputa güelfa-gibelina
En Milán, los enemigos de Sforza trabajaban continuamente en su contra. Los hermanos Piccinino, hijos del famoso condotiero Niccolò Piccinino y antiguos capitanes generales antes de ser reemplazados como comandantes militares supremos por Sforza, convencieron a la suspicaz República para trabajar en secreto contra Sforza. Se difundieron rumores entre las tropas acerca de que no recibirían el pago al final de la guerra si se quedaban con Sforza, y el mismo Sforza recibió la orden de retirarse del asedio de Brescia, la ciudad que le habían prometido, mientras que a los ciudadanos se les dijo en secreto que aguantaran hasta que se firmara la paz, ya en marcha Sforza se enteró de esa traición y desertó y se alió con los venecianos por 13.000 ducados y el ducado de Milán a cambio de la Ghiaradadda, Crema, y su servicio. El tratado se firmó el 18 de octubre de 1448, y Sforza se dedicó a deshacer todo por lo que había trabajado durante el último año. Con un hombre tan poderoso del lado veneciano, fue el principio del fin de la República Ambrosiana Dorada. La opinión pública, a pesar de la posición del gobierno, era en general pro-Sforza, y sólo un apasionado discurso patriótico de Giorgio Lampugnano la dominó finalmente. Los hermanos Piccinino se convirtieron en capitanes generales una vez más, pero no fueron tan capaces como el brillante Sforza.

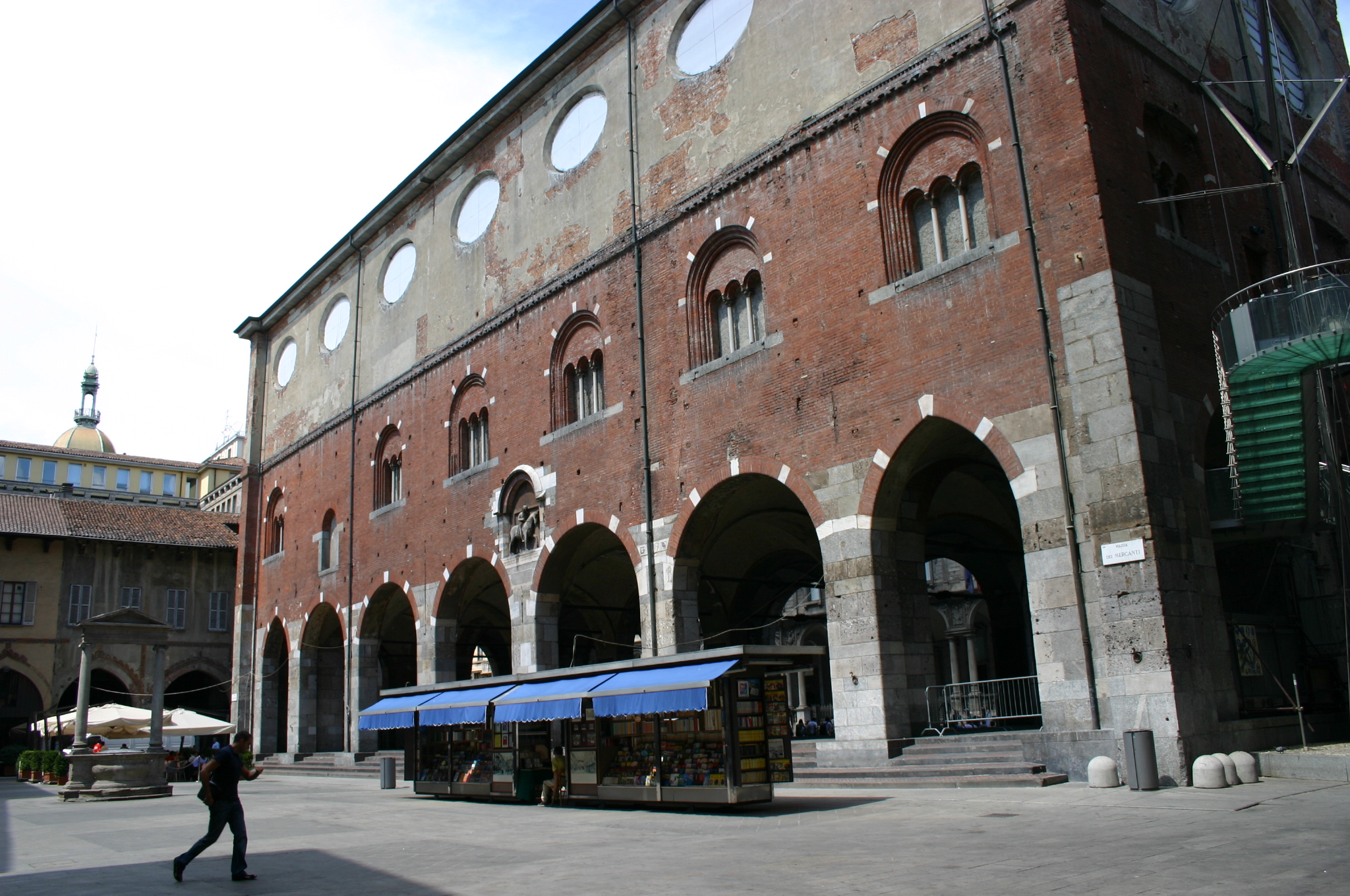
La plaza del Broletto, donde se levantaron las cabezas de los gibelinos asesinados.

Esto se vio reforzado por la disensión interna que ya era importante en la misma Milán. El crimen y la violencia de las turbas eran rampantes, y las medidas duras pero vacías en su contra solo sirvieron para dividir aún más a la población. Los miembros del gobierno recelaban unos contra otros. En un intento por resolver la situación, el podestà recibió poder absoluto. Los problemas financieros también fueron graves; se instituyeron multas, confiscaciones y una lotería estatal para tratar de paliar el déficit. Además, los nobles güelfos continuaban siendo elegidos regularmente antes que los gibelinos y comenzaron a hacer que la República fuera mucho menos democrática. Carlo Gonzaga, capitán del pueblo, vivía lujosamente como un autócrata con su voluntad como ley. Era apoyado por Giovanni Appiani y Giovanni Ossona, comerciantes convertidos en políticos, que destacaban en los asuntos gubernamentales.  Gonzaga comenzó a reemplazar a sus funcionarios con sus partidarios poco ambiciosos, y los gibelinos vieron cómo los ideales de su República se desmoronaban ante sus ojos. Lampugnano y sus amigos gibelinos conspiraron contra Gonzaga y el régimen de los güelfos, pero fueron descubiertos por una carta interceptada por Gonzaga de Lampugnano a su amigo Bossi.  Gonzaga mantuvo ese conocimiento en secreto, sabiendo que Lampugnano y Bossi eran dos de los ciudadanos más influyentes desde la formación de la República, pero con el apoyo de los vengativos capitanes y defensoresgüelfos conspiraron para matarlos. Lampugnano y Bossi fueron enviados como enviados a Federico III en febrero de 1449, pero en el camino fueron capturados y encarcelados. Lampugnano fue decapitado sin juicio y Bossi fue torturado hasta que dio los nombres de sus compañeros conspiradores. Tras la ejecución de los líderes hubo una masacre de los principales gibelinos dentro de la ciudad, de la que sólo unos pocos, como Vitaliano Borromeo, escaparon, huidos a un lugar seguro en Arona (Piamonte) y otros lugares. Las cabezas de los muertos fueron colocadas sobre picas en la plaza del Broletto.
Mientras tanto, los otros reclamantes del ducado comenzaron a ver que Sforza sería una amenaza mayor que la República Ambrosiana. Luis de Saboya invadió el ducado en la primavera de 1449, y Sforza envió a Colleoni (que había desertado antes) para derrotarlo en Borgomanero, lo que llevó a una paz incómoda. Sforza también se enfrentó a la traición dentro de sus propias filas, sumada al hecho de que había aceptado precipitadamente la deserción de sus grandes enemigos, los hermanos Piccinino, quienes, al obtener acceso a Monza, la devolvieron rápidamente a Milán.
Lampugnano, por desgracia para los güelfos, fue considerado un mártir de la República. Esto empeoró por el hecho de que los güelfos en el liderazgo se negaron a realizar elecciones en abril, hasta que en junio fueron obligados por la población.  Las familias gibelinas tomaron las riendas de Milán en esa elección y los güelfos fueron derrotados. Sin embargo, las represalias contra los güelfos, incluido el encarcelamiento de Appiani y Ossona, a quienes se había culpado (probablemente injustamente) de la masacre, llevaron a la población a deponer violentamente a los gibelinos y a reinstalar a los extremistas güelfos. Sin embargo, Gonzaga, cuyo amigo Galeotto Toscano había muerto en el levantamiento, partió de Milán hacia Crema, con la esperanza de hacer las paces con Sforza.

### Fin de la República

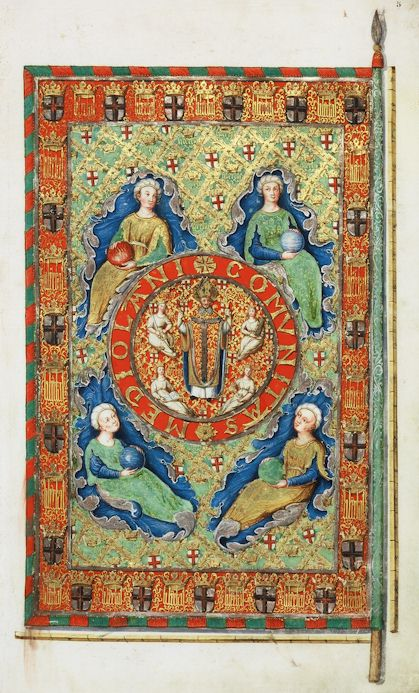
Una bandera hecha para la República Ambrosiana Dorada, que muestra a San Ambrosio rodeado de virtudes.

Sforza se estaba acercando a la propia Milán en sus conquistas y decidió que, dado que era demasiado poderosa para tomarla por la fuerza, la rodearía y haría que la población se rindiera de hambre. Con la pérdida de las ciudades exteriores por conquista o deserción, Milán experimentaba la hambruna.  Gonzaga le ofreció Crema a Sforza, con la esperanza de que se sintiera tentado a tomarla él mismo y traicionase a los venecianos. Pero Sforza se mantuvo firme y, a cambio, le ofreció a Gonzaga la ciudad de Tortona si abandonaba Crema. Eso fue aceptado y Crema, sin apoyo, capituló rápidamente.
Para los milaneses, la victoria de Sforza ahora parecía segura, pero descubrieron que sus aliados venecianos comenzaban a tener dudas sobre su capitán general. Decidieron que una Milán dirigida por Sforza sería mucho más peligrosa y perjudicial para sus intereses que si estuviera dirigida por una República débil. Lo último del territorio reclamado por Venecia, a saber, Crema, ya había sido capturado. Venecia fue a espaldas de Sforza y firmó un tratado de paz con la República. Concedieron la tierra conquistada a la República a cambio de la paz y dejaron que Sforza se quedara solo con Pavía, Cremona, Piacenza y una estrecha franja de tierra.  Le ordenaron aceptar el tratado o encontrarse a Venecia como su enemiga. La República se regocijó, y los ciudadanos estaban seguros de que la guerra había terminado y su futuro estaba asegurado. Pero Sforza no quiso aceptar las condiciones del tratado y decidió perseverar en la lucha. Ya era muy poderoso, y además estaba cerca del Milán. Los milaneses, en su seguridad de paz, casi habían agotado sus recursos para plantar cultivos y volver a la antigua forma de vida. Confiaba en que Milán caería rápidamente ante él. Después de reforzar su paz con Saboya con la concesión de algunos castillos sin importancia, derrotó a los venecianos bajo el mando de su rival Sigismondo Malatesta y continuó el asedio.
Sforza eligió para su cuartel general el castillo Borromeo de Peschiera, al sureste de la ciudad. El hambre y el sufrimiento eran rampantes en Milán, y los venecianos habían enviado un embajador, Leonardo Venieri, para negociar la rendición de la ciudad y ayudarlos a derrotar a Sforza. Finalmente, Gaspare da Vimercate y varios miembros de la familia Stampa tramaron un golpe de Estado el 24 de febrero de 1450, que resultó con el asesinato de Venieri en las escaleras del Palacio Real. Al día siguiente, los ciudadanos se reunieron y Da Vimercate convenció a la gente para que se rindiera a Sforza. Sforza se había hecho muy popular por su generosidad mientras luchaba por el Milán. Se había abstenido de devastar el campo como era tan común entre los comandantes de su época, y después de algo de debate, el público quedó convencido. Al día siguiente se ofrecieron condiciones a Sforza, quien las aceptó. Sforza se ganó la devoción de la ciudad distribuyendo comida a la gente hambrienta. El 22 de marzo de 1450, él mismo se hizo declarar  capitano del popolo, y por derecho de su esposa, duque de Milán. Se aseguró el apoyo popular al permitir que muchos funcionarios mantuvieran sus cargos y fue muy indulgente con las represalias. Los líderes fueron encarcelados brevemente o relegados a sus propiedades, pero en general fueron indultados poco después, e incluso nombró caballeros a algunos de sus antiguos enemigos en su coronación. A los gibelinos se les permitió regresar a salvo y se les devolvió el favor.

### Consecuencias
Sforza permaneció en guerra con Venecia durante años después de la caída de la República Ambrosiana. Venecia se alió con el reino de Nápoles, anteriormente contendiente por la sucesión de Milán. Sforza, sin embargo, se alió con su amigo Cosme de' Medici de Florencia contra Venecia y la Nápoles aragonesa. La continuación de la guerra finalmente concluyó con la paz de Lodi en 1454 con la Casa de Sforza establecida como gobernantes del ducado de Milán.
Durante sus tres años de existencia, la República Ambrosiana ganó dos batallas importantes. Los lombardos derrotaron a los franceses en la batalla de Bosco Marengo en 1447 y a los venecianos en la batalla de Caravaggio en 1448. Fueron esas victorias las que aseguraron a la República todo el territorio del antiguo Ducado.
De la República, Niccolò Machiavelli destacó:

Para crear una República en Milán sería necesario exterminar a toda la nobleza.... Porque hay, entre los nobles, tantos personajes exaltados que las leyes no bastan para reprimirlos, y es necesario que sean reprimidos por una voz viva y un poder real.
In order to create a Republic in Milan it would be necessary to exterminate all the nobility. . . . For there are, among the nobles, so many exalted personages that the laws do not suffice to repress them, and they must needs be kept under by a living voice and a royal power.
Discorso sulla riforma dello stato di Firenze, Maquiavelo

## Primeroscapitani e defensori

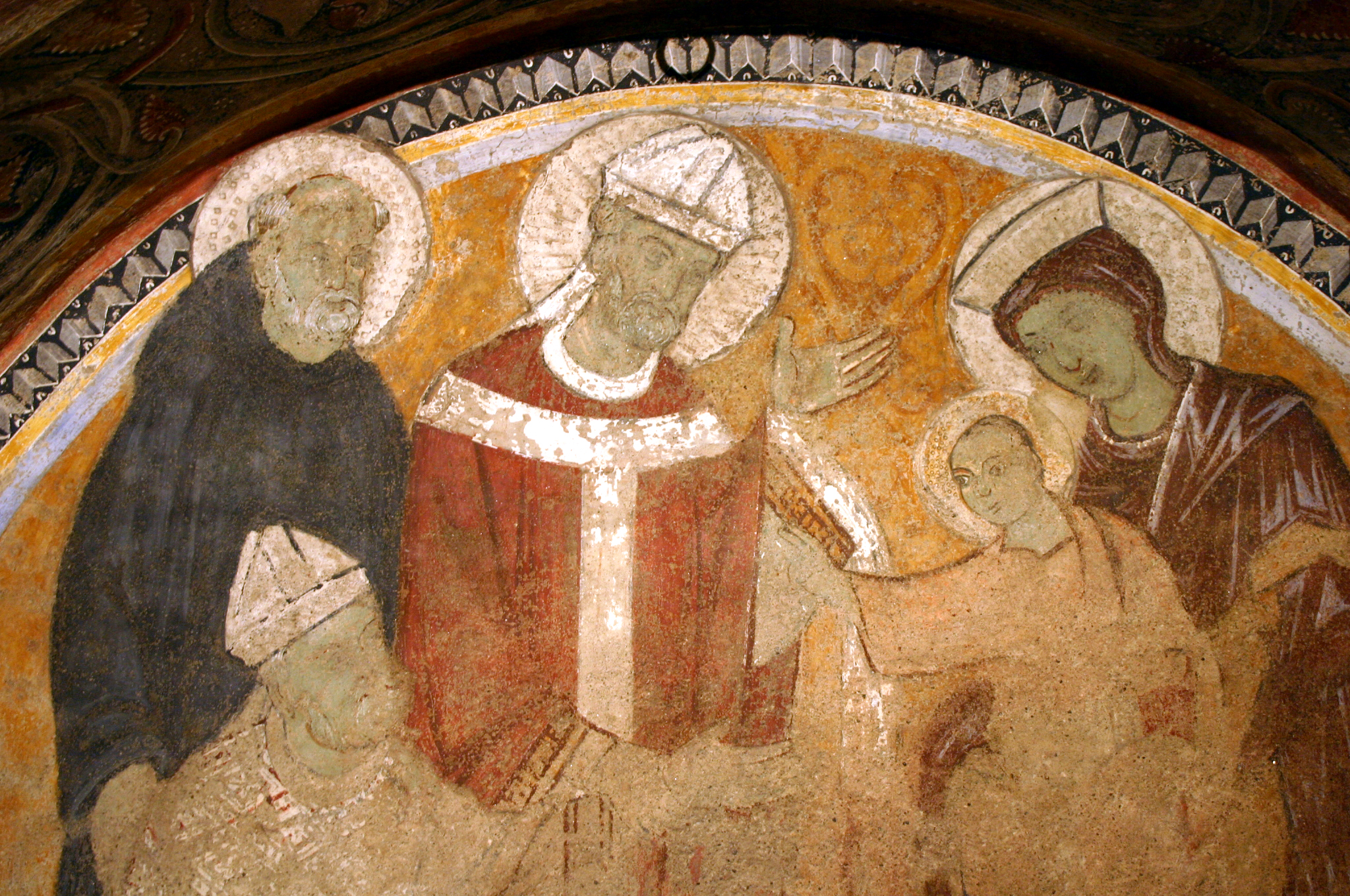
representado sobre una tumba.

Los principales magistrados de la ciudad, los capitani e defensori (Capitanes y defensores), estaban a cargo del gobierno, elegidos cada seis meses a partir de agosto de 1447. Originalmente eran veinticuatro, pero finalmente se redujeron a doce.
- Porta Orientale
  - Giovanni Marliani
  - Giovanni Moresini
  - Rolando or Oldrado Lampugnani
  - Giovanni Olgiati
- Porta Romana
  - Bartolomeo Visconti
  - Giovanni Omodei
  - Giacomello Trivulzio
  - Antonio Visconti, quizás Antonio Trivulzi
- Porta Ticinese
  - Giorgio Piatti
  - Giovanni Crotti
  - Ambrogio Lomazzo
  - Giovanni Caimi
- Porta Vercellina
  - Vitaliano Borromeo
  - Guarnerio Castiglione
  - Giacomo Coiro
  - Simone Meraviglia
- Porta Comasina
  - Giacomo Dugnani
  - Giorgio Lampugnani
  - Luisino or Luigi Bossi
  - Francesco Casati
- Porta Nuova 
  - Bartolomeo Morone
  - Pietro Cotta
  - Dionigi Biglia
  - Galeotto Toscani[9]